# Pískorypka chrastavcová
Pískorypka chrastavcová (Andrena hattorfiana) je druh vzácné samotářské včely z čeledi pískorypkovití (Andrenidae).

## Popis
Samice dorůstají délky 13–16 mm. Hrbolek svrchního pysku mají hluboce vykrojený, tělo hnědé, lesklé a hlavu i hruď bělavě ochlupenou. První dva články zadečku jsou částečně červené s černou tečkou na straně. Samec je menší a celý tmavý, s bílým čelním štítkem.

## Ekologie a biologie
Xerotermofilní (tzn. teplomilný a suchomilný) druh preferující tradičně obhospodařované louky s výskytem živné rostliny, chrastavce rolního (Knautia arvensis), na které se živí dospělci i larvy, případně se mohou živit i na jiné rostlině z čeledi Dipsacacae. Dospělci létají v jedné generaci od června do srpna a žijí samotářsky. Samice mohou hnízdit jak v hlinitém, tak v písčitém substrátu.

## Rozšíření

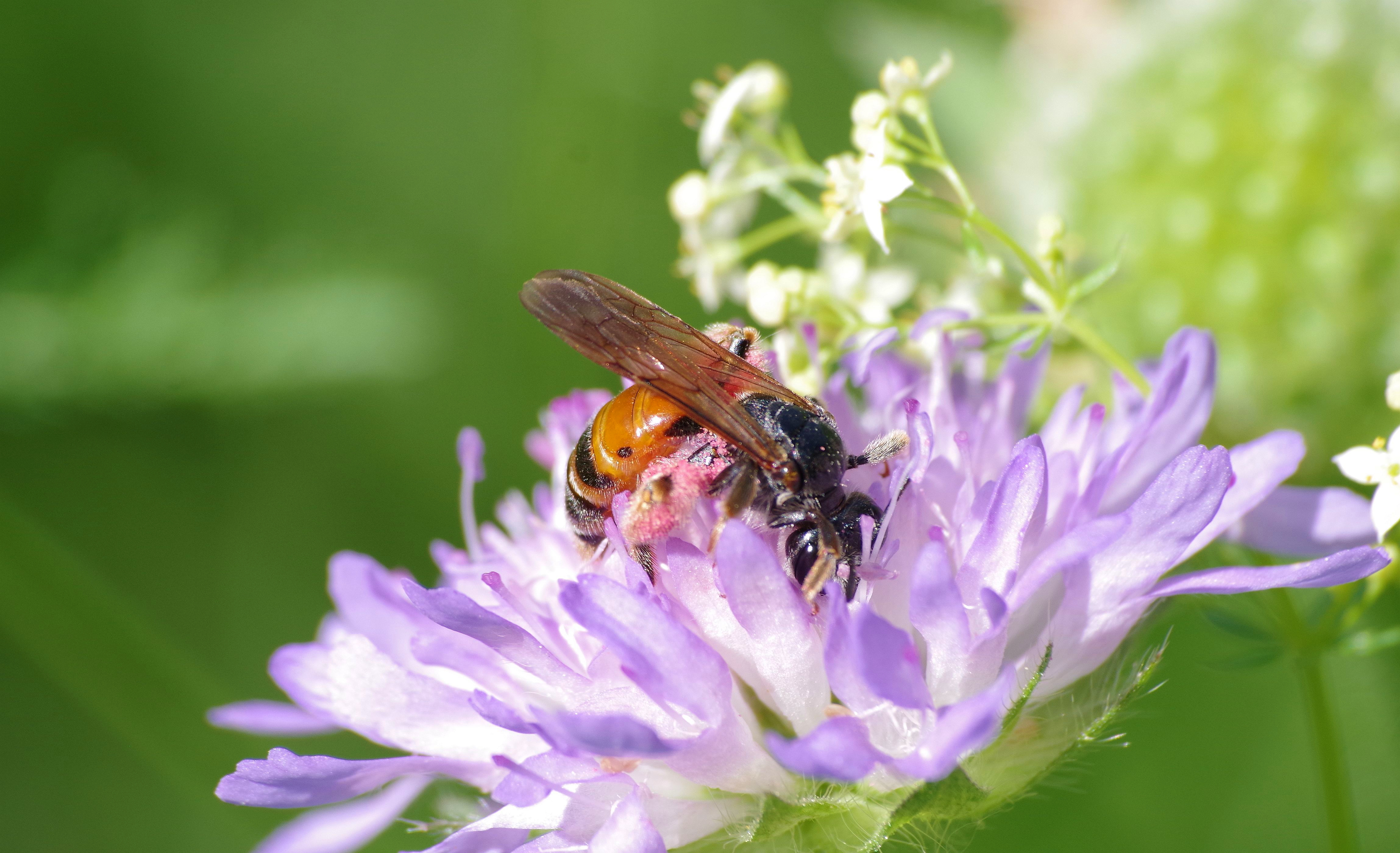
Pískorypka chrastavcová živící se nektarem ze své živné rostliny

Pískorypka chrastavcová se vyskytuje po celé Evropě až po Ural, Kavkaz a Turecko. Kvůli výraznému úbytku v západní Evropě je druh řazen v Červeném seznamu IUCN do kategorie téměř ohrožený.
Dříve se tato včela vyskytovala po celé České republice. Přesto, že chrastavec je stále běžnou rostlinou a vhodné biotopy jsou velmi rozšířené, nebyl tento druh na většině lokalit znovu objeven. Důvodem je plošné sekání luk v určitý termín (během několika dnů) a nebo zarůstání lokalit drnem a stromy při zalesňování, na což je druh velmi citlivý. Naopak mu svědčí tradiční obhospodařování jako mozaikovitá seč a extenzivní pastva.
Červený seznam České republiky z roku 2017 řadí pískorypku mezi ohrožené druhy, kterým hrozí v blízké budoucnosti vyhynutí.